# Terminalia coriacea
Terminalia coriacea är en tvåhjärtbladig växtart som först beskrevs av William Roxburgh, och fick sitt nu gällande namn av Robert Wight och Arn.. Terminalia coriacea ingår i släktet Terminalia och familjen Combretaceae. Utöver nominatformen finns också underarten T. c. peguensis.